# Boughera El Ouafi
Ahmed Boughèra El Ouafi (arabsko أحمد بوغيرا العوافي), alžirski atlet, * 15. oktober 1898, Sétif, Alžirija, Francija, † 18. oktober 1959, Saint-Denis, Seine-Saint-Denis, Francija.
El Ouafi je za Francijo nastopil na poletnih olimpijskih igrah v maratonu v letih 1924 v Parizu in 1928 v Amsterdamu. Na igrah leta 1924 je osvojil sedmo mesto, leta 1928 pa naslov olimpijskega prvaka. 18. oktobra 1959 so ga umorili pripadniki Narodne osvobodilne fronte, ker ni podprl njihovega upora proti francoski nadvladi. 